# Branice (Kraków)

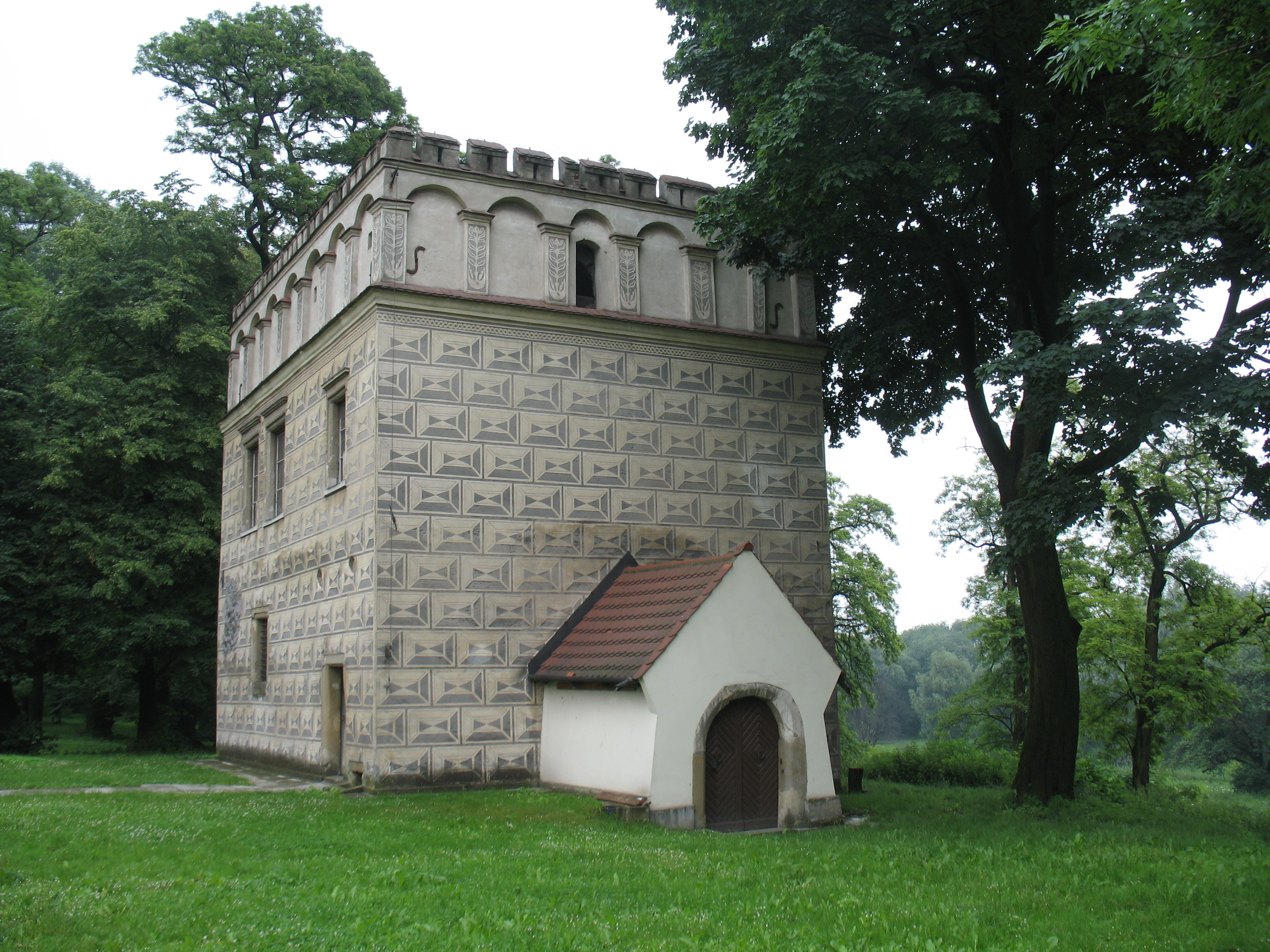
Renesansowy dwór obronno-mieszkalny Branickich, tzw. lamus, przełom XVI i XVII w.

Branice – część Krakowa wchodząca w skład Dzielnicy XVIII Nowa Huta, dawna wieś.

## Historia
Nazwa miejscowości pochodzi najprawdopodobniej od słowa brana, staropolskiej nazwy częstokołów. Pierwsza wzmianka o Branicach w dokumentach pochodzi z 1250 r. Właścicielami ówczesnej wsi byli najpierw potężni Świebodzice-Gryfici, których potomkowie wywodzący się od Wierzbięty z Branic przyjęli nazwisko Branickich. Braniccy byli właścicielami wsi aż do wygaśnięcia rodu w końcu XVIII w. – stanowiła ona centrum ich klucza rodowego obejmującego okoliczne wsie. W 1360 r. przeniesiono wieś na prawo średzkie. W XV w. na krótko właścicielami części wsi stali się mieszczanie krakowscy Wierzynkowie. W XIX w. Branice należały do Badenich, do Branic należały wówczas przysiółki: Stryjów, Chałupki, Holendry i Wola Rusiecka.
W okresie II wojny światowej w pałacu w Branicach ukrywała się polska pianistka Halina Czerny-Stefańska. W latach 1949–1954 w północno-wschodniej części Branic zlokalizowano kombinat metalurgiczny Huty im. Lenina. W 1951 Branice zostały włączone w granice miasta Krakowa. Obecnie w północnej części Branic znajduje się jedna z podstref specjalnej strefy ekonomicznej Krakowski Park Technologiczny.

## Zabytki
- Dwór późnorenesansowy z 1603 r., zbudowany na polecenie Jana Branickiego, zaprojektowany prawdopodobnie przez Santiego Gucciego, zdobiony przez artystów włoskich, zajmowany obecnie przez oddział Muzeum Archeologicznego (znajduje się tu ekspozycja przedstawiająca historię dworu oraz znaleziska archeologiczne z obszaru Nowej Huty). Zwany także lamusem, ponieważ Braniccy porzucili go na rzecz zbudowanego potem obok (niezachowanego) „dworu polskiego”. Istniejący dwór ma trzy kondygnacje i został zbudowany na planie prostokątna o wymiarach 12 × 10 metrów. Zwieńczony jest renesansową attyką, o ścianach zdobionych dekoracją sgraffitową i renesansowej kamieniarce. We wnętrzu znajdują się:
  - kominek z wapienia pińczowskiego oznaczony datą 1603, ozdobiony m.in. kartuszem z herbami – w górze Jastrzębiec i Nowina, w dole Gozdawa i Pobóg, a w środku mniejszą tarczą z herbem Sulima. Środek nadstawy kominka zajmuje kartusz i przedstawienia herbów Kotwicz, Gryf i Zabawa. Wokół tarczy widnieje napis: Ioannes de Ruszcza Branicki, Castellanus Zarnowiensis, Capitaneus Niepolomicensis, czyli Jan z Ruszczy Branicki, kasztelan żarnowiecki i starosta niepołomicki.
  - portal renesansowy zdobiony gzymsem z liśćmi akantu i ślimacznicą. Kartusz herbowy umieszczony na gzymsie przedstawia herb dziedziców Branic – Gryf[1].
- Dwór klasycystyczny rodziny Badenich z XIX w.
- park założony najprawdopodobniej w pocz. XVII w., pierwotnie w typie włoskim geometrycznym z tarasami.